# 石上宅嗣
石上 宅嗣（いそのかみ の やかつぐ）は、奈良時代後期の公卿・文人。姓は石上朝臣、のち物部朝臣、石上大朝臣。左大臣・石上麻呂の孫。中納言・石上乙麻呂の子。官位は正三位・大納言、贈正二位。

## 経歴
孝謙朝の天平勝宝3年（751年）従五位下に昇叙し、治部少輔に任ぜられる。
天平勝宝9歳（757年）従五位上・相模守に叙任されると、天平宝字3年（759年）三河守、天平宝字5年（761年）上総守と藤原仲麻呂政権下で地方官を歴任。また、同年遣唐副使に任命されたが、唐に渡ることなく、翌天平宝字6年（762年）藤原田麻呂に交代して辞任している。遣唐副使を辞任した理由は明らかでないが、親仲麻呂派官人である大使・仲石伴および判官・中臣鷹主と宅嗣との間で、遣唐使の方針に関して何らか対立があった可能性が指摘されている。天平宝字7年（763年）文部大輔。
藤原宿奈麻呂・佐伯今毛人・大伴家持と共に、当時の権力を握っていた太師・恵美押勝を除こうとして失敗、天平宝字8年（764年）正月に大宰少弐に左遷されるが、同年9月に発生した藤原仲麻呂の乱により恵美押勝が失脚すると、宅嗣は復権し同年10月正五位上・常陸守に叙任された。
その後の道鏡政権下では順調に昇進し、天平神護元年（765年）従四位下・中衛中将、翌天平神護2年（766年）には参議として公卿に列し、同年正四位下に昇叙。神護景雲2年（768年）には従三位に叙せられた。
神護景雲4年（770年）称徳天皇の崩御に際して、参議として藤原永手らと共に光仁天皇を擁立する。光仁朝でも重用され、宝亀2年（771年）中納言、宝亀11年（780年）には大納言に昇進し、右大臣・大中臣清麻呂、内大臣・藤原魚名に次いで、太政官で第三位の席次を占めた。また、この間大宰帥・式部卿・中務卿・皇太子傅を歴任する一方、宝亀6年（775年）物部朝臣、宝亀10年（779年）石上大朝臣に改姓している。
天応元年（781年）4月に正三位に叙せられるが、同年6月24日薨去。最終官位は大納言正三位兼式部卿。即日正二位の位階を贈られた。臨終にあたっては薄葬とするように遺言し、時の人々は宅嗣の死を悼んだという。
墓の所在は明らかでないが、杣之内火葬墓（奈良県天理市杣之内町）に比定する説がある（近年では石上麻呂の墓に比定する説が挙げられる）。

## 人物
賢明で悟りが早く、立派な容姿をしていた。また、発言や振る舞いに落ち着きがあり雅やかであったという。
経書・歴史書を大変好み、幅広い書籍に通じていた。また、文を作ることも好み、草書・隷書とも上手であった。漢詩人でもあり、風景山水に出会うたびに詩文の主題とした。数十首の漢詩や賦の作品を著して、世間に広く伝わり朗誦され、『経国集』にも作品が収められている。淡海三船と並んで文人の筆頭と称された（薨伝）。
仏道にも通じ、『浄名経讃』『念仏五更讃』を著している。旧宅に阿閦寺（あしゅくじ）を建立し、その片隅に書庫を設け、これを芸亭と名付け、主として仏教経典以外の書物である外典（げてん）を一般に公開した。この芸亭は日本最初の公開型の図書館とされており、賀陽豊年もここで学んだ。宅嗣が没した頃にはまだ存在していたという。

## 官歴
『続日本紀』による。
- 時期不詳：正六位上
- 天平勝宝3年（751年） 正月25日：従五位下。日付不詳：治部少輔[6]
- 天平勝宝9歳（757年） 5月20日：従五位上。6月16日：相模守。日付不詳：紫微少弼[6]
- 天平宝字3年（759年） 5月17日：三河守
- 天平宝字5年（761年） 正月16日：上総守。10月22日：遣唐副使
- 天平宝字6年（762年） 3月1日：罷遣唐副使（藤原田麻呂に交替）
- 天平宝字7年（763年） 正月9日：文部大輔
- 天平宝字8年（764年） 正月21日：大宰少弐。10月3日：正五位上（越階）、常陸守
- 天平神護元年（765年） 正月7日：従四位下。2月8日：中衛中将
- 天平神護2年（766年） 正月8日：参議。10月25日：正四位下
- 神護景雲2年（768年） 正月10日：従三位。10月24日：賜綿4000屯
- 神護景雲4年（770年） 9月16日：兼大宰帥
- 宝亀2年（771年） 3月13日：兼式部卿。11月23日：中納言
- 宝亀6年（775年） 12月25日：石上朝臣から物部朝臣に改姓
- 宝亀8年（777年） 10月13日：兼中務卿
- 時期不詳：兼皇太子傅
- 宝亀10年（779年） 11月18日：物部朝臣から石上大朝臣に改姓
- 宝亀11年（780年） 2月1日：大納言
- 天応元年（781年） 4月15日：正三位。6月24日：薨去、贈正二位

## 系譜
- 父：石上乙麻呂[5]
- 母：不詳
- 生母不明の子女
  - 女子：藤原雄友室[7]（石上宅子か?）